# Macken (sång)
"Macken" är signaturmelodin till den svenska TV-serien med samma namn från 1986. Text och musik till Macken är skriven av Claes Eriksson och framfördes i original av Galenskaparna och After Shave, och denna version låg på Svensktoppen i 16 veckor under perioden 5 oktober 1986-25 januari 1987. Den har också spelats in av bland andra Björn Skifs, Nils Landgren, Lars Lönndahl, Bobbysocks, Lill Lindfors samt Anders Eriksson och Jan Rippe (Roy & Roger). Även Susanne Alfvengren har sjungit in den, liksom Curt Haagers (1987).
Texten till Macken har även använts av Galenskaparna & After Shave till melodin "När vindarna viskar mitt namn", när Per Fritzell framförde den utklädd till Roger Pontare.

## Publikation
- Barnens svenska sångbok, 1999, under rubriken "Gladsång och poplåt".